# Sinchi Roca
Sinchi Roca (Sinchi Ruq'a) fue un gobernante inca nacido posiblemente en Tampuquiro. Fue hijo de Manco Cápac y su esposa Mama Ocllo y se le atribuye matrimonio tanto con Mama Coca y con Chimpu Urma (no coincidiendo los cronistas).
Se le considera el segundo gobernante de los Incas en una época de extensión territorial: pero también el iniciador de la integración y unión con pueblos vecinos por medio de relaciones de reciprocidad. No se sabe si como resultado de las alianzas con otras poblaciones cogobernó con representantes de otras nacionalidades o asumió el mando general. La referencias coinciden en que atrajo el interés de los pueblos vecinos por el adelanto tecnológico de su pueblo, especialmente en el campo agrícola. Lo que motivó el ofrecimiento de acuerdos y alianzas integradoras de diferentes pueblos próximos.
Sinchi Roca fue el primero en lucir la borla imperial de la maskaypacha, signo de dignidad suprema. Sinchiruka se dedicó a mantener y perfeccionar todo lo que su padre Manco Cápac había logrado.
Por el Collasuyo (sur), conquistó a los Pukina, Kanchi y otras naciones hasta Chuncara. Con ello ganó unos 100 kilómetros de dominio territorial. Por el Umasuyo (noroeste del Lago Titicaca) conquistó a los Cancalla, Cacha, Rurucachi, Asillu, Asancaru, Huancani y Pucara. Por el Antisuyo (este) llegó hasta un río llamado Callahuaya.

## Biografía

### Etimología
Sinchi era un antiguo cargo militar Inca, equivalente a general o guerrero y Ruqqa era un título nobiliario equivalente a un príncipe que tomó el camino eclesiástico, el Alpino, por lo que se traduce literalmente como el príncipe guerrero, pero Ruqqa también significa Magnífico o Memorable, por lo que algunos lo traducen como Príncipe Prudente o Guerrero Magnífico, por lo que puede decirse que también se traduciría como Magnífico Príncipe Guerrero.

### Infancia y Adolescencia
Nació en Tampuquiro en el Reino de Pallata Aproximadamente en el 1105, Cuando sus padres aun no llegaban al Cusco, No se sabe mucho sobre esta etapa de su vida, contrajo matrimonio con Mama Coca, hija de Suric Huaman, señor de Saña, el Inca estableció una alianza que sería fundamental para mantener el control de la región. Sinchi Roca invitó a su suegro y a sus aliados a que establecieran su residencia en el Cusco; así lo hicieron, pasando a ocupar el sector más occidental de la ciudad

### Gobierno
Al morir Manco Cápac, sus descendientes pasaron a conformar la panaca Chima, perteneciente al bando Hurin Cuzco. Como ocurriría con todos sus sucesores hasta tiempos de Cápac Yupanqui, residían en Inticancha, en tierras que habían sido despojadas a los sauasirais. Manco Cápac fue sucedido en el gobierno por el príncipe Sinchi Roca, quien a pesar de pertenecer a otro ayllu -Masca- recibió el respaldo de su pueblo, debido a la destacada participación que tuvo como capitán de las fuerzas de su padre durante la toma de posesión del Cusco.
Según El cronista Cabello de Balboa informa que Su abuela Mama Huaco le coloco la mascaipacha o corona real en su ceremonia de coronacion, el impuso el nombre de Cuzco a la ciudad fundada por su padre; amplió el Inticancha o Templo del Sol y convirtió parte de él en su morada. Para seguir erigiendo los edificios de la nueva población, tuvo que desecar un lago o pantano, «cegándolo con grandes losas y maderos gruesos», lo que parece haber representado la primera canalización de los ríos Huatanay y Tullumayo. Hizo traer muchas cargas de tierra desde los montes del Antisuyo con el fin de trocar los campos estériles en fértiles. Por último, para rodearse de guerreros fieles unidos por el vínculo de casta, celebró un Warachikuy en Huanacaure y Tamboquiro con 4,000 muchachos de la nobleza incaica, horadándoles las oreja y vistiéndoles con las huaras de guerra, Fray Marín de Murúa, por su parte, señala que él fue el primero en ordenar expresamente a todos los de su linaje que se horadaran las orejas en señal de nobleza; hecho que lo mostró poderoso ante los ojos de sus vecinos, los cuales fueron a visitarlo en el Inticancha, rindiéndole vasallaje a cambio de protección.
Las crónicas cuentan que «no fue Sinchi Roca hombre de guerra, y así no se de cuenta del cosa señalada en armas, ni salió del asiento del Cusco por si ni por sus capitanes». La verdad es que Sinchi Roca solo trató de asentar sus dominios en la totalidad del Valle Sagrado de los Incas, propósito que consiguió por la fuerza.
El cronista Pedro Cieza de León, le adjudica la ejecución de obras de importancia, tales como la ampliación del Intihuasi, la construcción de andenes, el traslado de tierra fértil al Valle Sagrado de los Incas, y el desecamiento del pantano de la parte del medio del sector central.
La ampliación del Intihuasi fue realizada por Sinchi Roca con toda seguridad porque la estructura original levantada por Manco Cápac fue, según Bernabé Cobo, «de humilde y tosca labor de tapia y adobes de tierra; porque en aquellos rústicos tiempos no se había visto ni usado la manera de labrar piedra que alcanzaron después sus sucesores», y también porque la importancia del rito al padre Sol exigía que este templo impusiera respeto y asombro en los pueblos circunvecinos. Asimismo, Sinchi Roca debió de edificar instalaciones para alojar a su propia familia, a su guardia personal y a sus servidores, pues las construidas por su antecesor, tal como había sido establecido, quedaron en posesión de la Chima Panaca, el ayllu familiar de Manco Cápac. Además, hubiese sido materialmente imposible que los aposentos del padre albergaran también al hijo y a sus allegados. Suponemos que Sinchi Roca edificó sus instalaciones en la parte alta del promontorio triangular de la parte terminal del sector central, con frente a la plaza de Intipampa y al sureste del Intihuasi.
Las tierras de la cabecera del sector central no eran fértiles y estaban sujetas a frecuentes inundaciones. Por tanto, para mejorar la producción agrícola era imprescindible superar esta situación. Así, según Pedro Cieza de León, Sinchi Roca hizo construir extensos andenes en las laderas y llevar hasta allá miles de cargas de tierra fértil, posiblemente a los terrenos adyacentes al triángulo interfluvial, en el oriente, entre los cauces del Quencomayo y el Tullumayo, y, en el occidente, entre los del Saphy y el Chunchulmayo. En el nororiente los andenes pudieron llegar hasta el trazo del nuevo camino noreste-suroeste y los terrenos agrícolas que anteriormente habían pertenecido a los hualla.
En cuanto al desecamiento del pantano, no obstante que tanto Cieza de León como Antonio de Herrera se lo atribuyen, es poco probable que Sinchi Roca lo haya realizado. Se trata de un trabajo que hubiese demandado una organización y un poder que no estaban a su alcance, además de que, a través de él, los alcaviza, enconados adversarios de los incas y ubicados en el borde mismo del tremendal, se hubiesen beneficiado grandemente con nuevas tierras agrícolas puestas a su disposición. Los incas hubiesen cometido un grave error político-estratégico al ejecutar estas obras en ese momento. Luis E. Valcárcel, en su Historia del Perú antiguo, sostiene que «Esos datos se refieren a hechos que corresponden más bien a Inca Roca».
Por último, es posible que Sinchi Roca, con la finalidad de reforzar la alianza con su suegro, curaca de los saña, modificara el trazo del camino al sureste para apartarlo del cauce del río Huatanay hacia tierras más altas. Así, a partir de la confluencia del Saphy, el Tullumayo y el Chunchulmayo, la relación vial entre el Cusco y Saño se habría hecho más directa, cómoda y segura.

Al parecer, el Inca no se interesó por expandir sus dominios. El jesuita Bernabe Cobo señala que su señorío no iba más allá de la localidad de Cinga. Sin embargo, Sinchi Roca, "con halagos y grandes ofrecimientos" consiguió que algunos curacas principales se unieran a él formando una confederación. Al realizarse estas alianzas se tomaba en cuenta tanto la protección que se daban las etnias en caso de guerra, como el beneficio de la ayuda mutua a través de la colaboración en obras de carácter público para todos los pueblos del valle, Por otra parte Huaman Poma De Ayala nos menciona que «No se preocupo por expandir el Cusco, solo consolido sus dominios, cosa que hizo por la fuerza».
"A este Manco Cápac sucedió su hijo Sinchi Roca, y de Mama Ocllo, su madre y tía, por nombramiento del padre y por custodia de los ayllus, que entonces todos vivían juntos, y no por elección de los naturales, porque todos estaban a la sazón huidos, presos, heridos y desterrados, y finalmente eran todos sus mortales enemigos por causa de su padre Manco Cápac, que tantas crueldades, robos y muertes en ellos había hecho. No fue Sinchi Roca hombre de guerra, y así no se cuenta de él cosa señalada en armas, ni salió del asiento del Cusco por sí ni por capitanes suyos. No aumentó algo a lo que su padre le dejó desbaratados. Este tuvo por mujer a Mama Coca, del pueblo de saño, en la cual hubo un hijo llamado Lloque Yupanqui, que quiere decir izquierdo, porque lo fue. Dejó su ayllu Raura Panaca Ayllu; son del bando de Urin Cusco. Hay ahora de este ayllu algunos, y los principales se llaman don Alonso Puscon y don Diego Quispe."

Fragmento de Sarmiento de Gamboa sobre Sinchi Roca (tomado de Historia de los Incas).

### Muerte
Después de gobernar 19 años según el Sarmiento de Gamboa, y 30 según Garcilaso, falleció muy anciano y "fue muy llorado y plañido y le hicieron esequias muy suntuosas, guardando su bulto para memoria que había sido bueno". Junto a su mallqui o momia, se depositó su huauqui o ídolo familiar, una piedra en forma de pez que nombraban Huana Chiri Amaro.
Sinchi Roca había decidido que su hijo Manco Sacapa iba a heredar el trono, sin embargo cambió de decisión por razones desconocidas, otorgando el trono a Lloque Yupanqui.

## Fecha
Se desconoce las fechas exactas en que vivió y reinó Sinchi Roca pero varían bastante entre los distintos historiadores. Según Sarmiento de Gamboa (1572) nació en 548 y reinó entre 656 y 675 (superando los 100 años al iniciar su reinado) ; según Cabello Balboa (1586) reinó entre 1006 y 1083 ; Otros hablan de 1062 a 1091 o 1178 y 1197  .

## Obras
- Lazó vínculos de amistad con el jefe de la etnia Saña.
- Lazó vínculos de amistad con el jefe de la gran etnia Ayamarca.
- Resistió a los continuos ataques de etnias enemigas.
- Amplio el Inticancha.